# Oh Yeah (Roxy Music)
Oh Yeah is een nummer van de Britse band Roxy Music uit 1980. Het is de tweede single van hun zevende studioalbum Flesh + Blood.
"Oh Yeah" is vooral bekend door de regel "There's a band playing on the radio". Het nummer werd een hit op de Britse eilanden en in Duitsland. In het Verenigd Koninkrijk bereikte het de 5e positie. Ook in Nederland bereikte de plaat de 5e positie, maar dan in de Tipparade.
Het nummer is prominent aanwezig in de vijfde aflevering van de komedieserie Hello Ladies van de Britse komiek Stephen Merchant.